# Шевалье, Эмиль
Эмиль Шевалье́ (21 декабря 1851, Льянкур — 1 февраля 1902, Париж) — французский юрист, экономист и политик.

## Биография
Получил юридическое образование и докторскую степень в области права. Был профессором на юридическом факультете в Дуэ, затем в Национальном агрономическом институте. Специализировался на юридических аспектах экономики, вопросах заработной платы и социальной защиты населения. В 1893 году был избран консулом департамента Уаз и переизбран в 1898 году. Принадлежал к партии прогрессивных республиканцев. 
Его теоретические работы были неоднократно оценены Академией моральных и политических наук. Среди основных: Les jeus et les paris devant la loi (1875); Une nouvelle forme de société alimentaire: l’Economat du Closmortier (1877); De la propriété des mines et des ses rapports avec la propriété superficiaire (1876); La crise agricole (1881); Les salaires au XIX siècle (1887).